# Superàlgebra
En matemàtiques i física teòrica, una superàlgebra és una àlgebra de grau Z2. És a dir, és una àlgebra sobre un anell o camp commutatiu amb una descomposició en peces "parelles" i "senars" i un operador de multiplicació que respecta la qualificació.
El prefix super- prové de la teoria de la supersimetria en física teòrica. Les superàlgebres i les seves representacions, els supermòduls, proporcionen un marc algebraic per formular la supersimetria. L'estudi d'aquests objectes de vegades s'anomena superàlgebra lineal. Les superàlgebres també tenen un paper important en el camp relacionat de la supergeometria on entren en les definicions de varietats graduades, supervarietats i superesquemes.

## Definició formal
Sigui K un anell commutatiu. En la majoria d'aplicacions, K és un camp de característica 0, com R o C.
Una superàlgebra sobre K és un K-mòdul A amb una descomposició de suma directa
{\displaystyle A=A_{0}\oplus A_{1}}
juntament amb una multiplicació bilineal A × A → A tal que
{\displaystyle A_{i}A_{j}\subseteq A_{i+j}}
on els subíndexs es llegeixen mòdul 2, és a dir, es consideren elements de Z2.
Un superanell, o anell de grau Z2, és una superàlgebra sobre l'anell de nombres enters Z.
Es diu que els elements de cadascun dels A i són homogenis. La paritat d'un element homogeni x, denotada per | , és 0 o 1 segons sigui en A 0 o en A 1. Es diu que els elements de la paritat 0 són parells i els de la paritat 1 són senars. Si x i y són homogenis, el producte xy i també ho és {\displaystyle |xy|=|x|+|y|}.
Una superàlgebra associativa és aquella la multiplicació de la qual és associativa i una superàlgebra unitària és aquella amb un element d'identitat multiplicatiu. L'element d'identitat en una superàlgebra unitària és necessàriament parell. Llevat que s'especifiqui el contrari, se suposa que totes les superàlgebres d'aquest article són associatives i unitals.
Una superàlgebra commutativa (o àlgebra supercommutativa) és aquella que satisfà una versió graduada de la commutativitat. Concretament, A és commutatiu si
{\displaystyle yx=(-1)^{|x||y|}xy\,}
per a tots els elements homogenis x i y de A. Hi ha superàlgebres que són commutatives en sentit ordinari, però no en sentit superàlgebra. Per aquest motiu, les superàlgebres commutatives sovint s'anomenen supercommutatives per tal d'evitar confusions.

## Exemples
- Qualsevol àlgebra sobre un anell commutatiu K pot ser considerada com una superàlgebra purament parell sobre K ; és a dir, prenent A 1 com a trivial.
- Qualsevol àlgebra graduada en Z o N pot ser considerada com a superàlgebra llegint la qualificació mòdul 2. Això inclou exemples com ara àlgebres tensorials i anells polinomials sobre K.
- En particular, qualsevol àlgebra exterior sobre K és una superàlgebra. L'àlgebra exterior és l'exemple estàndard d'àlgebra supermutativa.
- Els polinomis simètrics i els polinomis alterns junts formen una superàlgebra, sent les parts parelles i senars, respectivament. Tingueu en compte que aquesta és una qualificació diferent de la qualificació per grau.
- Les àlgebres de Clifford són superàlgebres. Generalment no són commutatius.
- El conjunt de tots els endomorfismes (indicat , on la negreta s'anomena intern , compost per tots els mapes lineals) d'un espai supervectorial forma una superàlgebra sota composició.
- El conjunt de totes les supermatrius quadrades amb entrades en K forma una superàlgebra denotada per Mp|q(K). Aquesta àlgebra es pot identificar amb l'àlgebra d'endomorfismes d'un supermòdul lliure sobre K de rang p|q i és el Hom intern de dalt per a aquest espai.
- Les superàlgebres de Lie són un anàleg graduat de les àlgebres de Lie. Les superàlgebres de Lie són no unitals i no associatives; tanmateix, es pot construir l'anàleg d'una àlgebra envoltant universal d'una superàlgebra de Lie que és una superàlgebra unital i associativa.